# Stompers de Sonoma
Les Stompers de Sonoma (en anglais : Sonoma Stompers) sont une équipe de baseball indépendant de la Pacific Association of Professional Baseball Clubs qui jouent depuis 2014 à Sonoma, en Californie aux États-Unis. Le club dispute ses matchs locaux au Arnold Field.

## Histoire
Les Stompers de Sonoma jouent en 2014 leur saison inaugurale. Leur premier match local au Arnold Field est disputé le 30 juin. Ils sont dirigés par Ray Serrano, qui est joueur et manager, qui mène le club vers une saison de 42 victoires et 36 défaites.
Les Stompers sont la première équipe professionnelle de baseball à être basée dans la ville de Sonoma, et le premier club professionnel du comté de Sonoma depuis que les anciens Sonoma County Crushers (en), qui jouaient à Rohnert Park en Californie, ont cessé leurs activités en même temps que la Western Baseball League (en), une ligue indépendante, en 2002. Une équipe professionnelle du comté de Sonoma, appelée les Sonoma County Grapes (en) (ou « Raisins » du comté de Sonoma) existait en 2012 dans la défunte North American League, mais il s'agissait d'un club itinérant qui ne jouait qu'en déplacement.
Les Stompers, qui peut se traduire en français par « les piétineurs » doivent leur nom au procédé qui consiste à écraser le raisin (grape stomping, en anglais)  avec les pieds pour en faire du vin. Le comté de Sonoma est réputé comme berceau de la production de vin californien, une réalité reflétée par la dénomination des anciens clubs du comté : les Crushers (ou écraseurs) et les Grapes (Raisins) du comté de Sonoma.
Le 9 août 2014 à Sonoma, Bill « Spaceman » Lee, ancien joueur de la Ligue majeure de baseball, est le lanceur partant des Stompers et devient à 67 ans le lanceur le plus âgé de l'histoire à inscrire une victoire dans le baseball professionnel. Lee bat son propre record, après avoir en août 2012 remporté une victoire pour les Pacifics de San Rafael à l'âge de 65 ans.
Opérés à leur première saison par Redwood Sports and Entertainment, LLC, les Stompers passent officiellement aux mains d'Eric Gullotta, un avocat local, et Lori Gullotta, une agente immobilière, le 1er janvier 2015. Le directeur-gérant des Stompers est Theo Fightmaster. En mars 2015, les Stompers annoncent qu'ils ont nommé co-directeurs des opérations baseball les journalistes Ben Lindbergh de Grantland et Sam Miller de Baseball Prospectus, après que ceux-ci eurent exprimé dans leur podcast Effectively Wild leur curiosité pour le baseball indépendant. Les deux journalistes mettront en place des stratégies basées sur leur analyse du baseball et les statistiques avancées et relateront l'expérience dans un livre à paraître en 2016 chez Henry Holt.
Les Stompers amorcent leur deuxième saison le 1er juin 2015 et sont alors dirigés par le joueur et gérant Fehlandt Lentini. En juin 2015, un des lanceurs des Stompers est Sean Conroy, qui devient le premier joueur de baseball professionnel ouvertement gay.